# Uemura Shōen

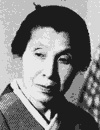
Uemura Shōen

Uemura Shōen (japanisch 上村 松園, eigentlich Uemura Tsuneko (上村常子); * 23. April 1875 in Kyōto; † 27. August 1949) war eine der ersten national und international bekannten japanischen Malerinnen.

## Leben und Werk
Frau Uemura  besuchte ab 1888 die Kunstschule der Präfektur Kyōto (京都府画学校, Kyōto-fu ga gakkō) und wurde im folgenden Jahr Schülerin von Suzuki Shōnen (鈴木松年; 1848–1918), von dem sie offensichtlich ihren Künstlernamen Shōen erhielt. Ab 1893 studierte sie unter Kōno Bairei und nach dessen Tod 1895 unter Takeuchi Seihō.
1890 gewann Uemura einen Preis für ihr Gemälde „Schöne Frauen in den vier Jahreszeiten“ (四季美人図, Shiki bijin-zu), das sie auf der 3. Inländischen Industrie-Ausstellung (内国勧業博覧会, Kokunai kangyō hakurankai) eingereicht hatte. Danach erhielt sie weitere Preise auf Messen und Ausstellungen der „Japanischen Gesellschaft für Kunst“ (日本美術協会Nihon Bijutsu Kyōkai), der „Japanischen Gesellschaft für Malerei“ (日本絵画協会, Nihon Kaiga Kyōkai), der „Kyōto Ausstellung für neue und alte Kunst“ (京都新古美術品展, Kyōto Shin-Kobijtsu-hin Ten), der gemeinsamen Ausstellung der Japanischen Gesellschaft für Malerei und dem Nihon Bijutsuin und anderen Organisationen. Uemura stellte auch im Ausland aus. 
Auf der ersten Ausstellung des Kultusministeriums, der „Mombushō Bijtusu Tenrankai“ (文部省美術展覧会) im Jahr 1907 zeigte sie das Bild „Lange Nacht“ (長夜, Chōya) und war auch auf den folgenden Ausstellungen ziemlich regelmäßig zu sehen. 1916 gewann ihr „Mondfinsternis am Abend“ (月食のよい, Gesshoku no yoi) besondere Aufmerksamkeit. Anerkannt als Könnerin, was die Gestaltung von Bildern schöner Frauen anging, hatte sie Zugang zu Oberschicht der Kyōto-Gesellschaft. So zeigen diese Gemälde die besondere weibliche Eleganz dieser Klasse.
1941 wurde sie Mitglied der kaiserlichen Akademie der Künste (Teikoku Geijutsu-in, 帝国芸術院) und 1944 wurde sie zur Künstlerin am Hofe (帝室芸妓員, Teishitsu gikei-in) ernannt. 1947 war sie die erste Japanerin, die den Kulturorden erhielt.

## Bilder

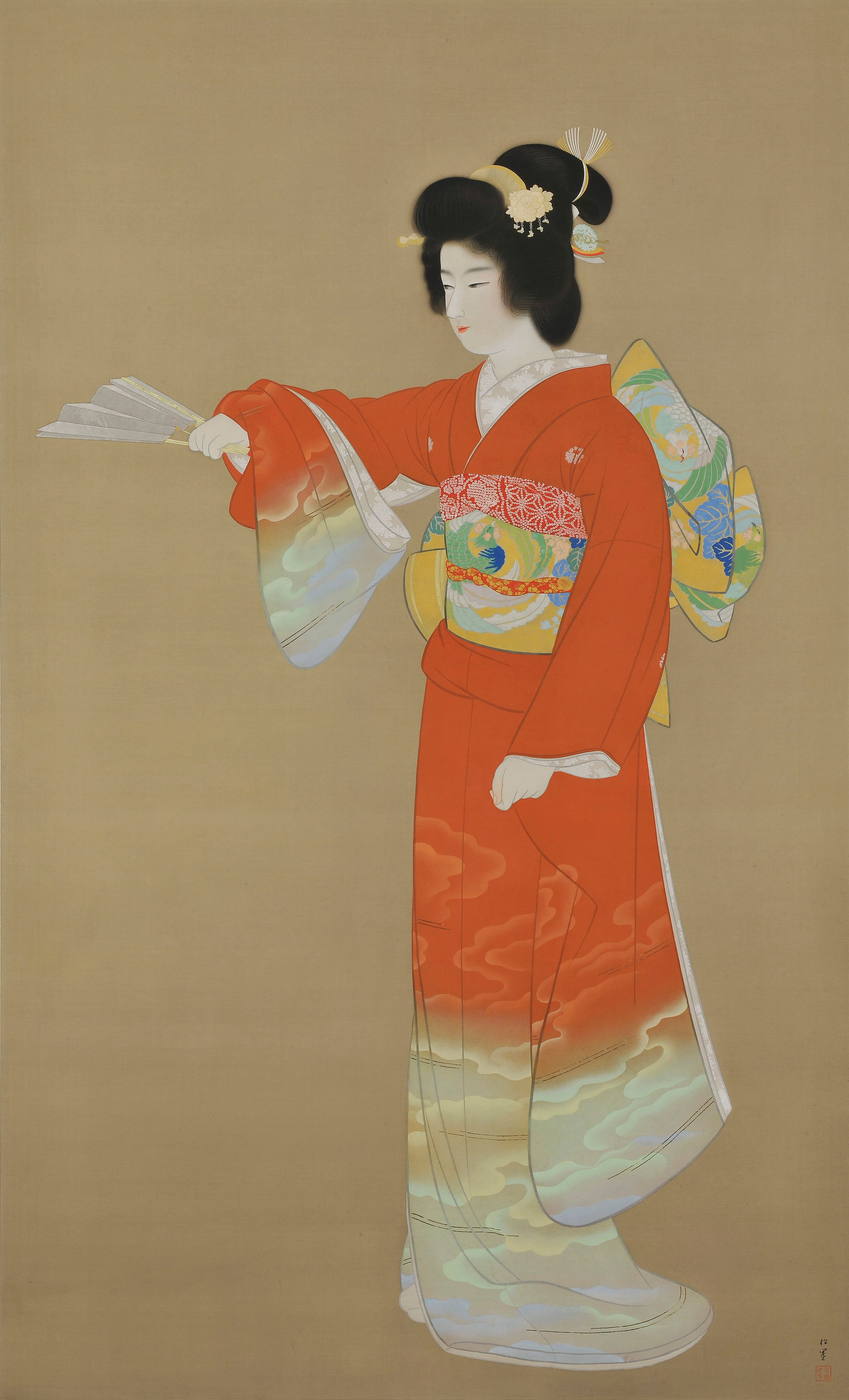
Jo no mai (1936)
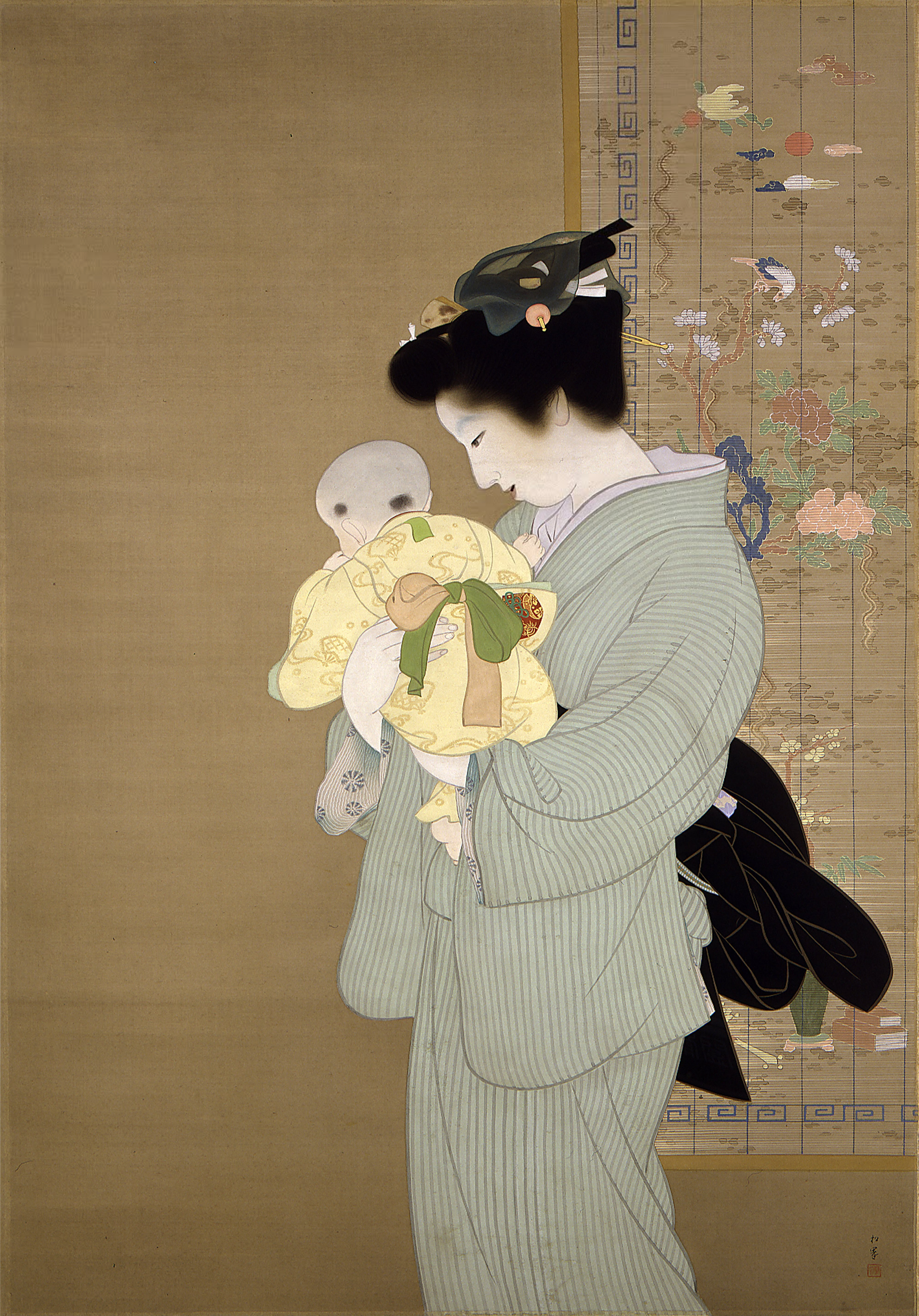
Mutter und Kind
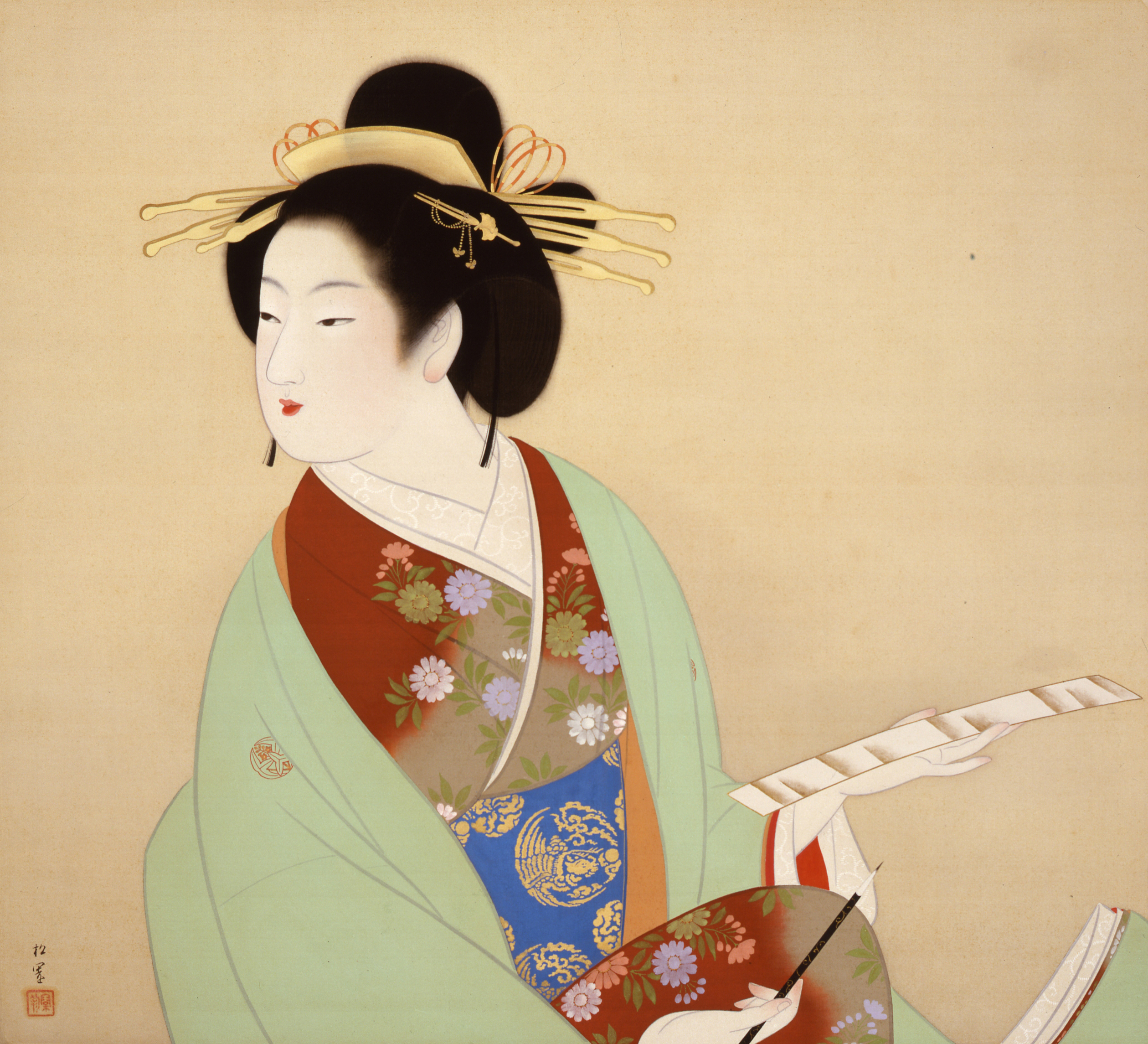
Verfassen eines Gedichts
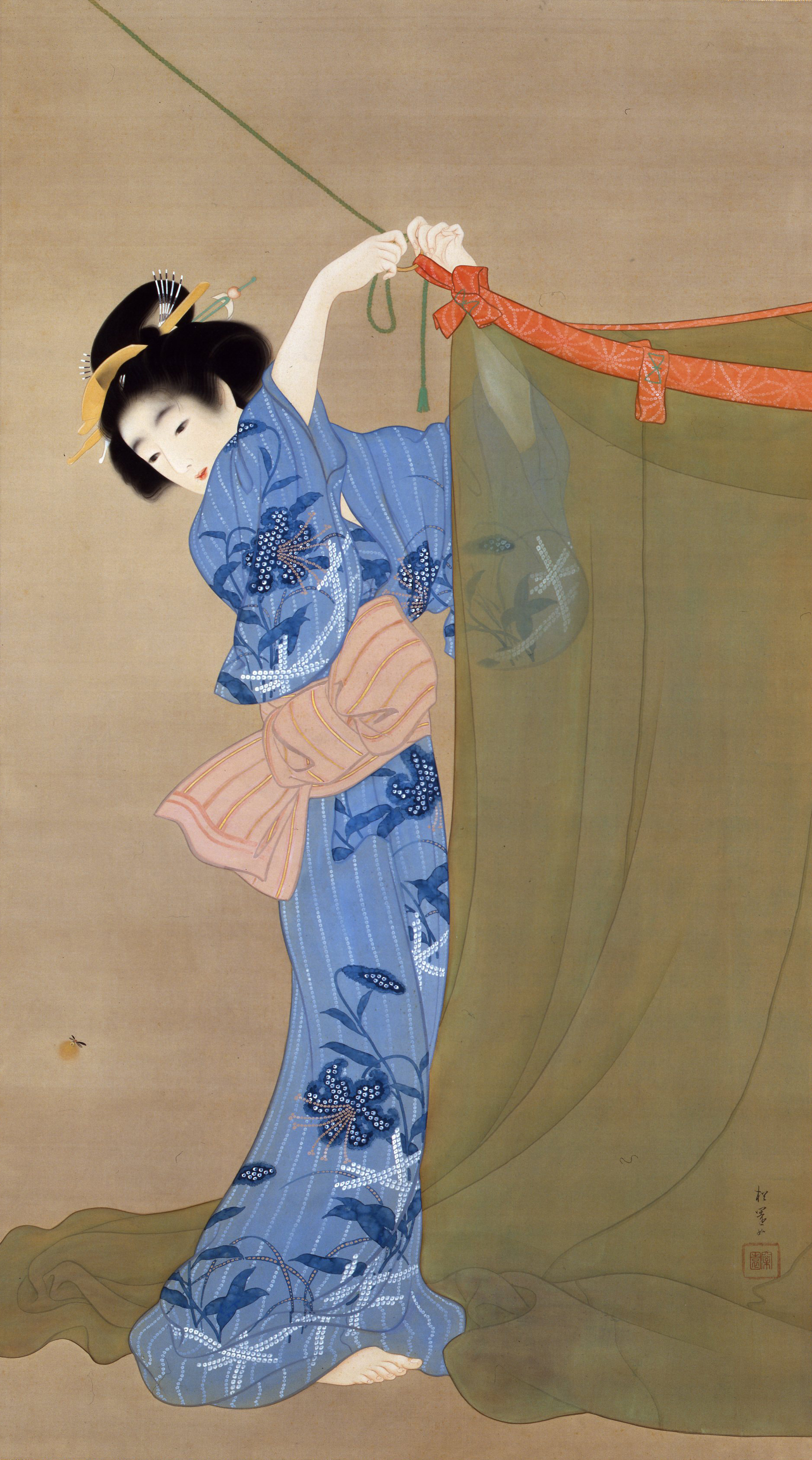
Glühwürmchen
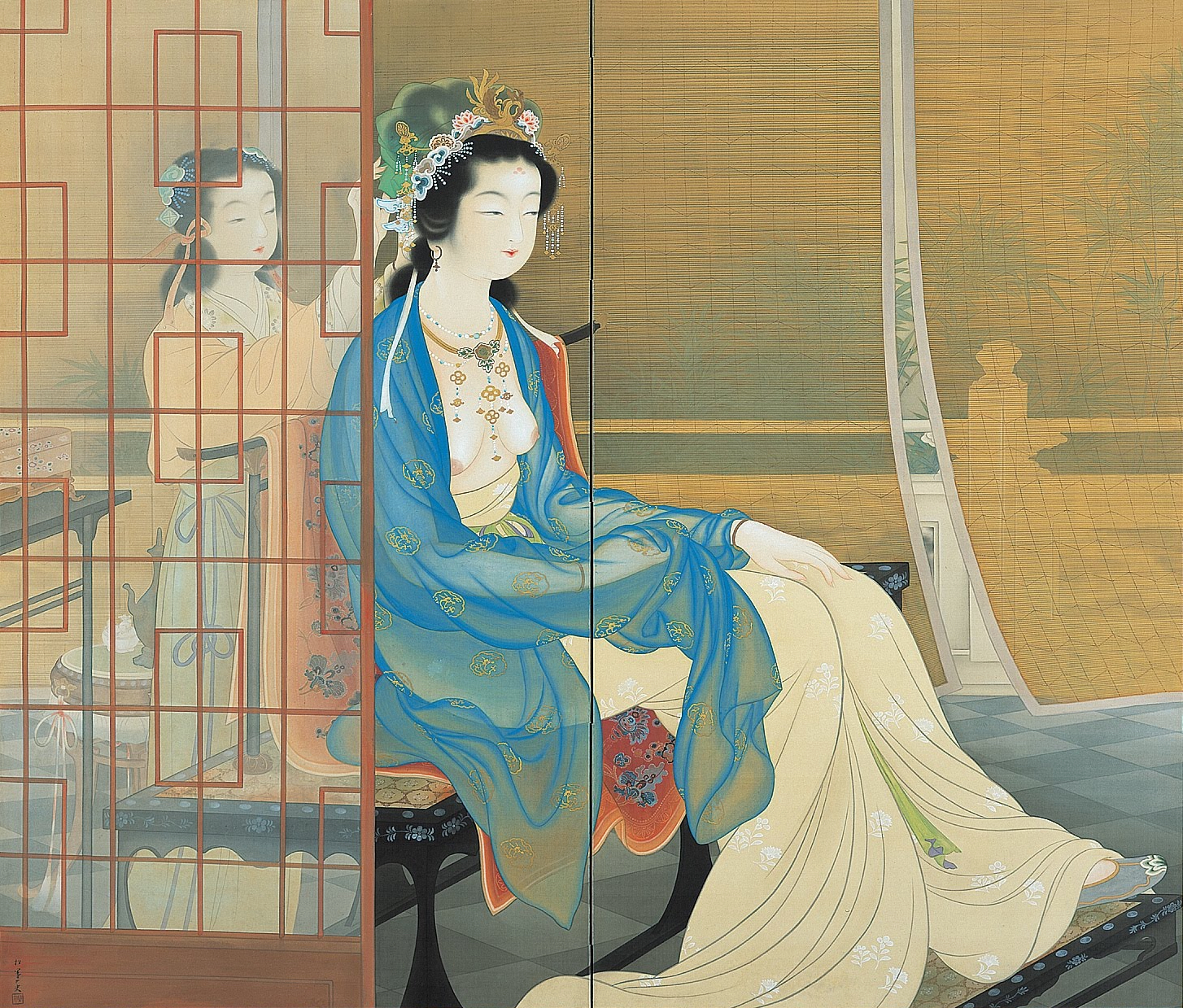
Yang Guifei

1. ↑  Jo no mai (序の舞, dt. „Noh-TanzPräludien“).